# SN 2000ei
SN 2000ei – supernowa typu II? odkryta 21 października 2000 roku w galaktyce A041707+0545. W momencie odkrycia miała maksymalną jasność 22,80m.